# 예술과 과학을 위한 괴테 메달

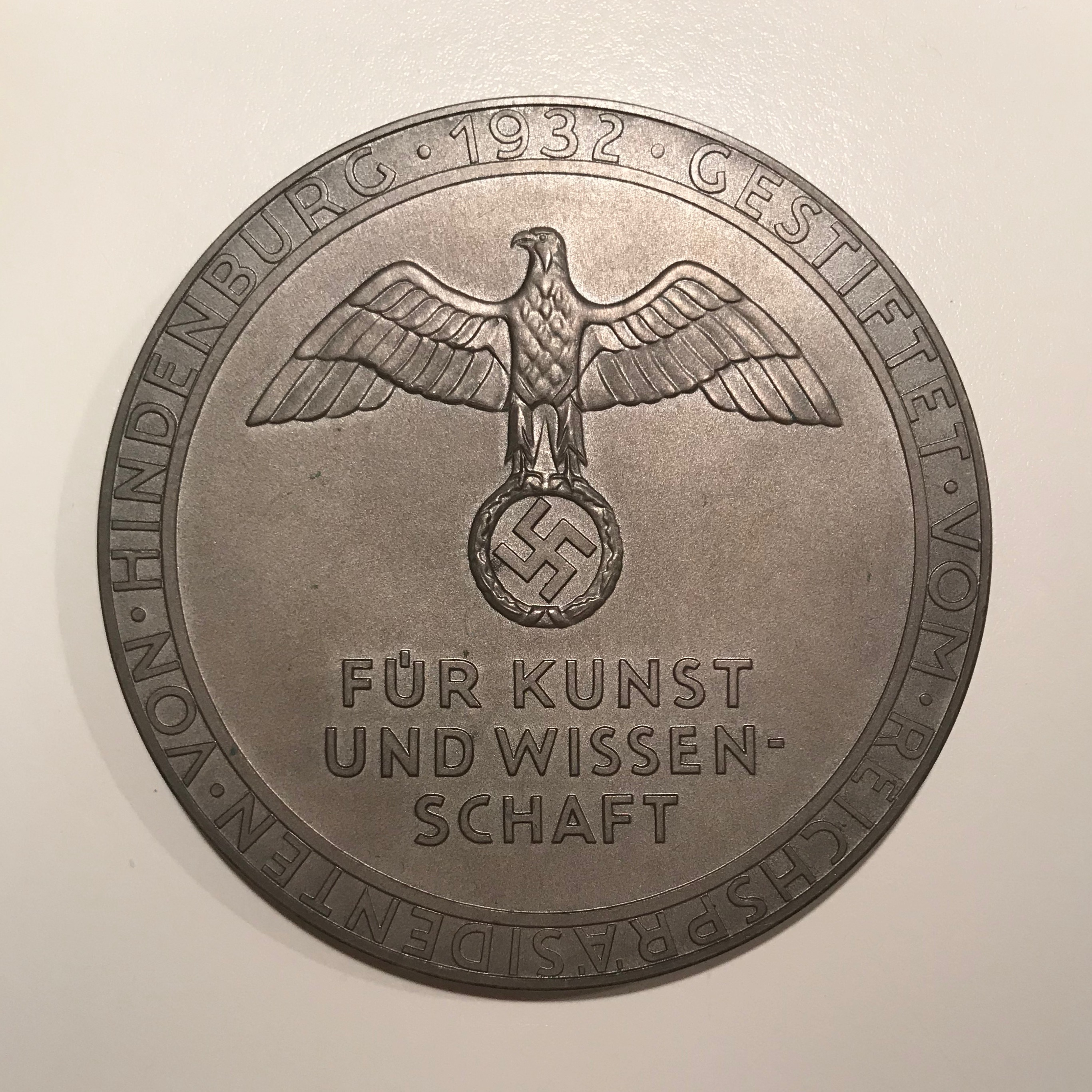
예술과 과학을 위한 괴테 메달

예술과 과학을 위한 괴테 메달(독일어: Goethe-Medaille für Kunst und Wissenschaft)는 1932년 3월 22일 요한 볼프강 폰 괴테의 서거 100주년을 기념하여 파울 폰 힌덴부르크 대통령의 승인을 받아 만들어진 상이다. 1944년 12월 10일에 마지막으로 수여될 때까지 600명 넘는 대상자에게 수여되었다. 패용하지 않는 은제 메달 (62mm, 1938년경부터는 직경 69.5mm)으로 만들어져 있다.
이 메달은 바이마르 괴테 학회(독일어: Goethe-Gesellschaft)가 만든 금 괴테 메달(독일어: Goldene Goethe-Medaille), 프랑크푸르트 시 괴테 상패(독일어: Goethe-Plakette der Stadt Frankfurt am Main), 독일 문화원이 수여하는 괴테 메달과는 다르다.